# Ghindă

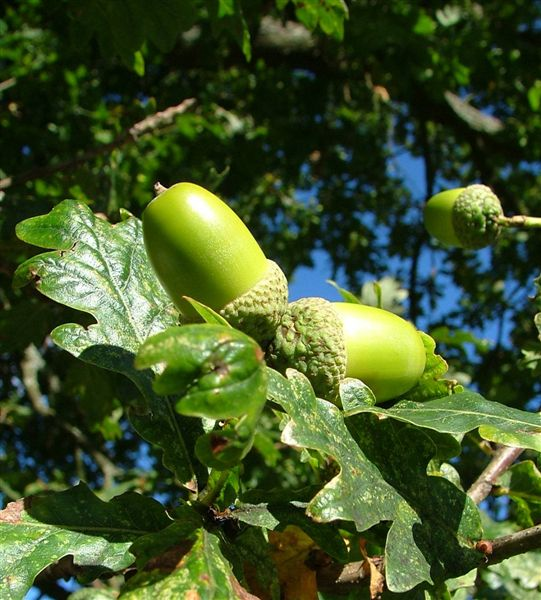
Ghinde scoțiene

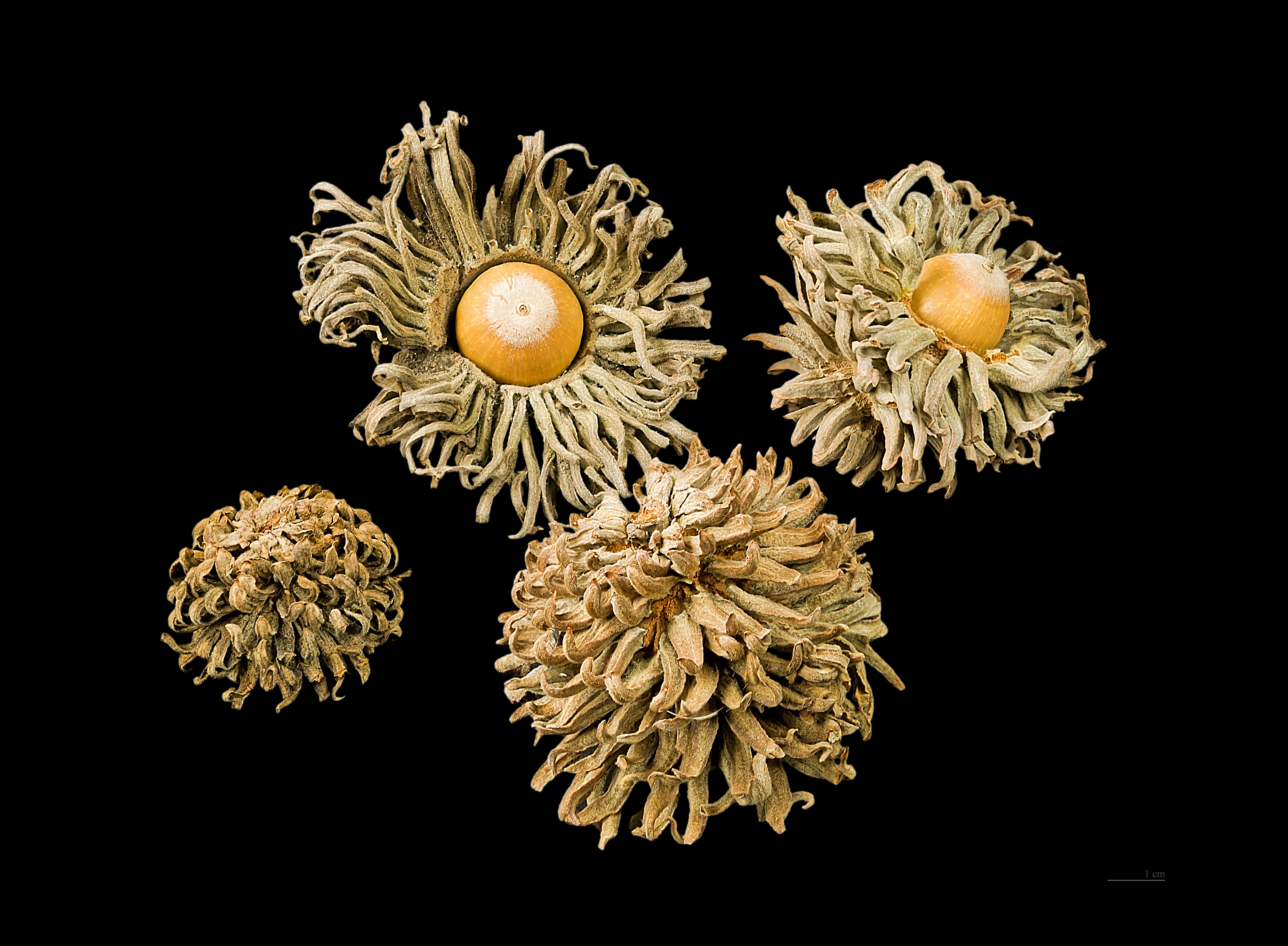
Quercus ithaburensis ssp.macrolepis

Ghinda este fructul stejarului. Este o formă de achenă. Ghindele stejarului pot fi amare (Quercus ilex subsp. ilex) sau dulci (Quercus ilex subsp. ballota).

## Folosire
Ghinda a fost folosită de-a lungul timpului atât pentru hrănirea porcilor (fiind foarte apreciată și de mistreți, alături de jir) cât și a caprinelor.
Au existat triburi preromanice în peninsula Iberică care obțineau făină din ghinde. În zonele unde există o tradiție în consumul de ghinde, fructul se mănâncă crud sau prăjit. De asemenea, se fabrică și o băutura din ghinde.
Ghindele sunt utilizate și la confecționarea de coliere și păpuși pentru copii, și chiar la unele piese de mobilier sau „bibelouri” rustice.